# Klaudianosz
Klaudianosz (5. század első fele) görög epigrammaköltő.
Alexandriában működött. Nem azonos latinul író kortársával, Claudianusszal. Az Anthologia Graeca őrzi néhány költeményét. Egy kétsoros epigrammája:
Irgalom, ó, Phoibosz! hisz, gyorsnyilu, nem menekültél
meg te se tőle, a még gyorsabb nyilu gyermek Erósztól.